# Drik
En drik eller drikkevare er en flydende væske, som kan indtages oralt (drikkes).
Eksempler herpå er rent ferskvand, kaffe, te, kakaodrik og mælk, blandt mange andre. Foretrukne eller tilgængelige drikkevarer kan veksle meget mellem kulturer.
Der skelnes ofte mellem enten alkoholiske og ikke-alkoholiske drikkevarer, eller varme og kolde drikke. De fleste alkoholiske drikke nydes kolde eller kølige, da kraftig opvarmning får alkoholen til at fordampe. Varme drikke med alkohol består ofte af kaffe som primær ingrediens.
Eksempler på ikke-alkoholiske varme drikke:
- Kaffe
- Te
- Kakao kan også drikkes kold
- Bouillon

Eksempler på ikke-alkoholiske kolde drikke:
- Juice
- Kildevand på flaske
- Saftevand, koncentreret eller drikkeklar
- Sodavand

Eksempler på alkoholiske drikke:
- Cider
- Spiritus
- Vin
- Vodka
- Øl

Eksempler på varme alkoholiske drikke:
- Gløgg

- Wikimedia Commons har flere filer relateret til Drik

| Mad og drikke | Spire Denne artikel om mad og drikke er en spire som bør udbygges. Du er velkommen til at hjælpe Wikipedia ved at udvide den. |